# Helvesiek
Helvesiek is een gemeente in de Duitse deelstaat Nedersaksen. De gemeente maakt deel uit van de Samtgemeinde Fintel in het Landkreis Rotenburg (Wümme).
Helvesiek telt 810 inwoners.
De gemeente grenst in het zuidwesten aan Scheeßel. Voor informatie over de infrastructuur zie onder Samtgemeinde Fintel.
Helvesiek is een weinig belangrijk boerendorp, waar vanwege de fraaie ligging nabij veel natuurgebieden ook enig toerisme is ontstaan. Van bovenregionale betekenis is alleen een paddenstoelenkwekerij, die werkt volgens biologische principes, en volgens haar eigen website klanten in grote delen van Duitsland heeft. De kwekerij staat aan de oostkant van het dorp.
Geschiedkundige feiten van meer dan lokale betekenis zijn niet overgeleverd. Helvesiek ging in 1970 deel uitmaken van de Samtgemeinde Fintel.
- Gemeinsame Normdatei: 4457940-8
- Virtual International Authority File: 245396107

Ahausen · 
Alfstedt · 
Anderlingen · 
Basdahl · 
Bötersen · 
Bothel · 
Breddorf · 
Bremervörde · 
Brockel · 
Bülstedt · 
Deinstedt · 
Ebersdorf · 
Elsdorf · 
Farven · 
Fintel · 
Gnarrenburg · 
Groß Meckelsen · 
Gyhum · 
Hamersen · 
Hassendorf · 
Heeslingen · 
Hellwege · 
Helvesiek · 
Hemsbünde · 
Hemslingen · 
Hepstedt · 
Hipstedt · 
Horstedt · 
Kalbe · 
Kirchtimke · 
Kirchwalsede · 
Klein Meckelsen · 
Lauenbrück · 
Lengenbostel · 
Oerel · 
Ostereistedt · 
Reeßum · 
Rhade · 
Rotenburg · 
Sandbostel · 
Scheeßel · 
Seedorf · 
Selsingen · 
Sittensen · 
Sottrum · 
Stemmen · 
Tarmstedt · 
Tiste · 
Vahlde · 
Vierden · 
Visselhövede · 
Vorwerk · 
Westertimke · 
Westerwalsede · 
Wilstedt · 
Wohnste · 
Zeven